# Ptolemeu Eupàtor
Ptolemeu Eupàtor (grec antic: Πτολεμαίος Ευπάτωρ, Ptolemaios Eupatōr, Ptolemeu el Bon pare [Déu]; 15 d'octubre del 166/165 aC – 31 d'agost 152 aC) va ser un príncep egipci de la dinastia ptolemaica. Era fill de Ptolemeu VI Filomètor i Cleòpatra II, Per tant, era el germà de Cleòpatra Tea, Cleòpatra III i Ptolemeu Neofilopàtor.
Durant un breu temps l'any 152 aC va regnar com a co-governant de Xipre amb el seu pare. Es creu que Ptolemeu Eupàtor va morir l'agost d'aquell mateix any.

## Proves
Ptolemeu Eupàtor està documentat en un nombre reduït de documents i inscripcions. S'esmenta en un papir demòtic, que es troba avui al Museu Britànic, on hi apareix referenciat com a sacerdot del culte d'Alexandre durant el 158-157 aC, i que va ser un co-regent amb el seu pare el 152 aC. Ptolemeu Eupàtor probablement tenia 12 o 13 anys quan va morir. El seu nom va ser afegit a la llista de Ptolemeus divinitzats, per davant del del seu pare.
Quan Ptolemeu Eupàtor va ser descobert per primera vegada a les llistes de Ptolemeus divinitzats (que en realitat es van ordenar per ordre de mort i deificació, no per regne), va sorgir la teoria que era un germà gran del seu pare i que havia regnat abans que ell. Com a resultat, alguns textos del segle xix parlen de Ptolemeu Filometor com a "Ptolemeu VII" (en lloc de "Ptolemeu VI"), i incrementen el nombre de tots els Ptolemeus posteriors fins a "Ptolemeu XVI Cesarió" (en lloc de "Ptolemeu XV"). Els epítets, que provenen de l'antiguitat, no es modifiquen.
El 2017 es va anunciar el descobriment d'una tomba que suposadament era seva, a Xipre.